# Luck
Luck (ukránul: Луцьк, lengyelül: Łuck) nagyváros Ukrajna északnyugati részén, a Volinyi terület és a Lucki járás székhelye. A 2001-es népszámláláskor 209 ezer lakosa volt. A Sztir folyó partján fekszik, a terület délkeleti részén, Lvivtől 150 km-re északkeletre, Rivnétől 70 km-re nyugatra. Közigazgatásilag területnek alárendelt (járási jogú) város. A település a történelmi Volhínia kulturális és vallási központja volt. 

## Népesség

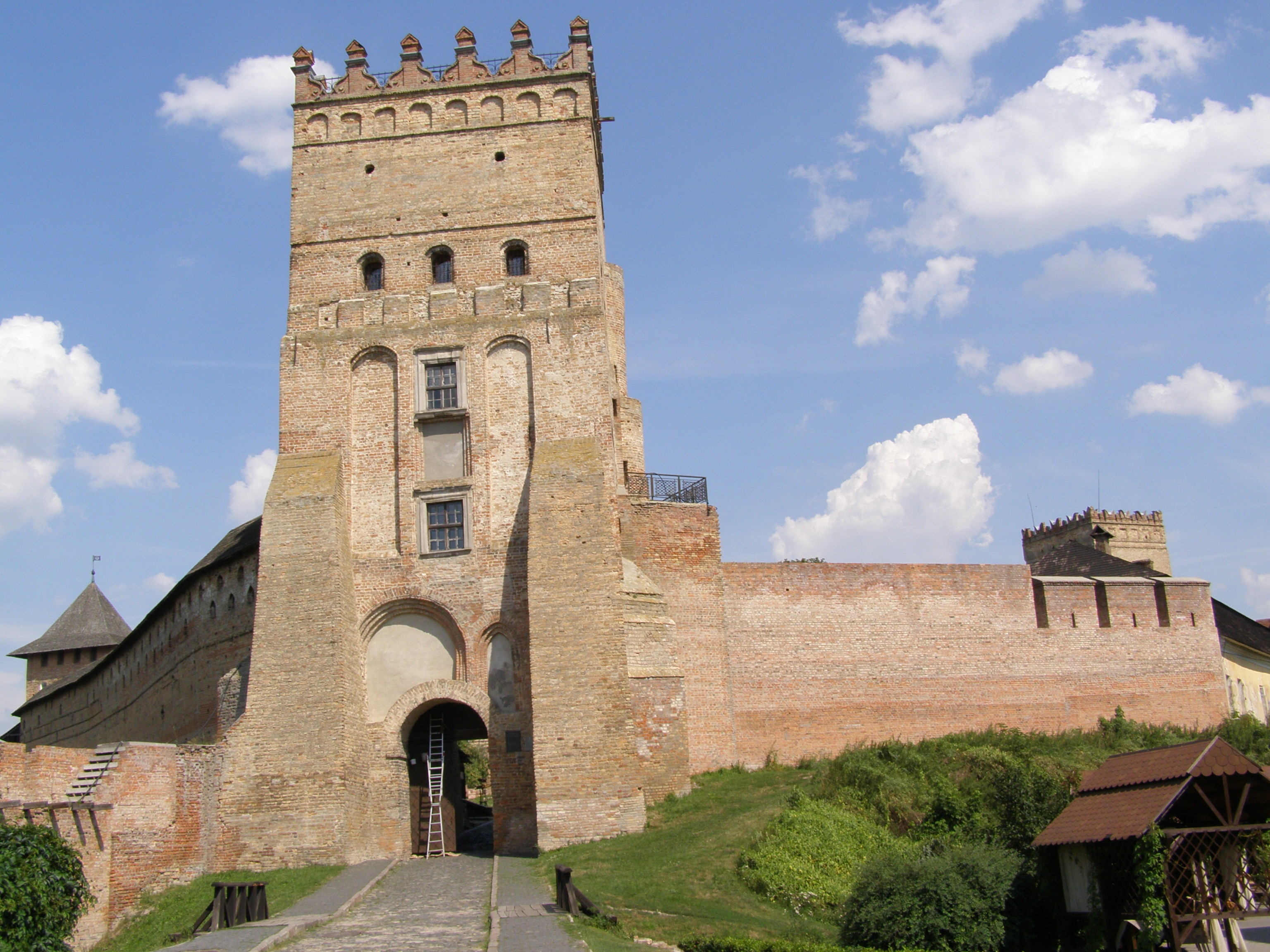
A vár híres kaputornya

| Lakosok száma | 214 727 | 217 082 | 216 505 | 217 197 | 215 986 |
|               | 2013    | 2015    | 2018    | 2021    | 2022    |

## Történelme

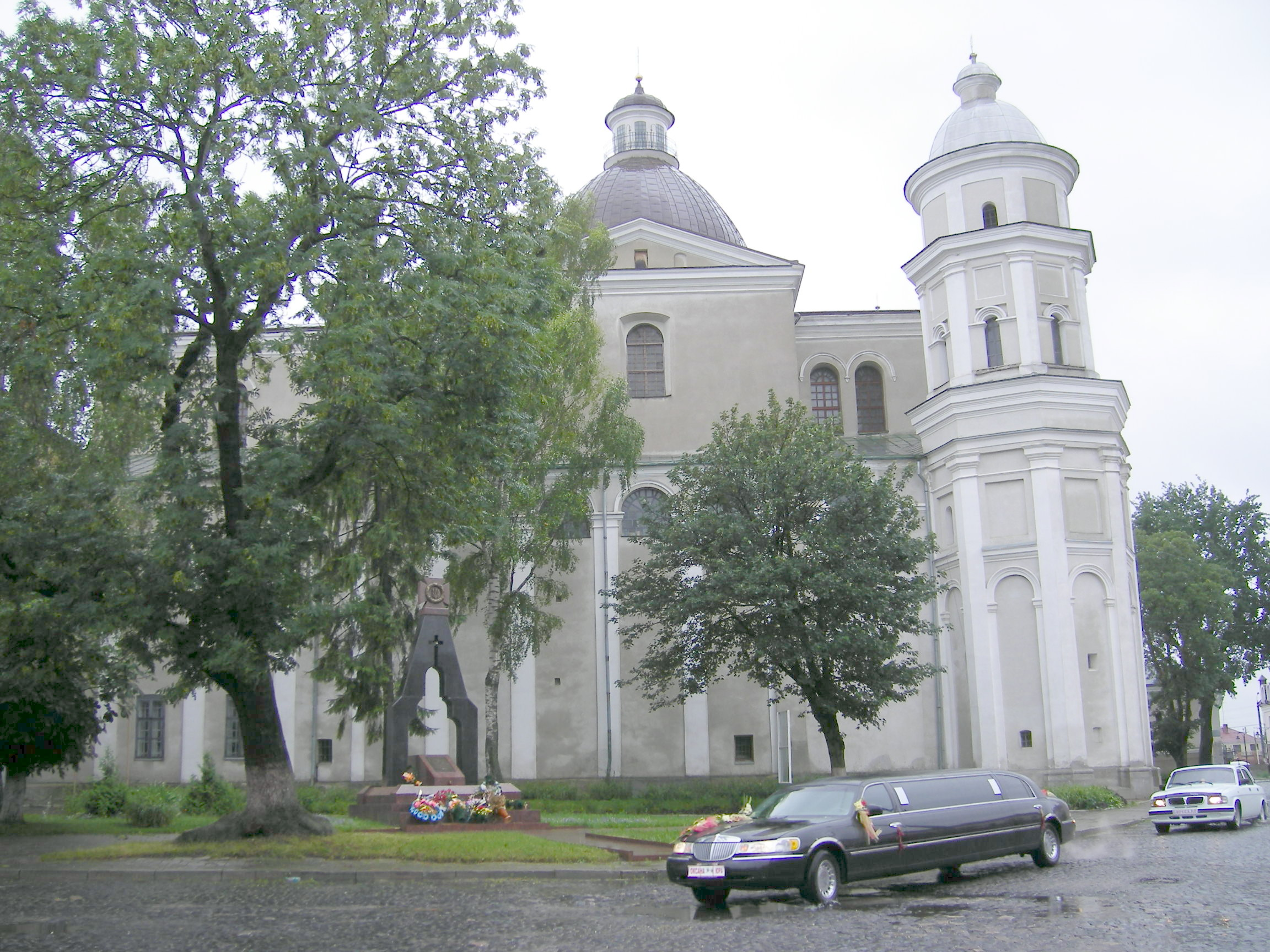
A Péter-Pál-katedrális

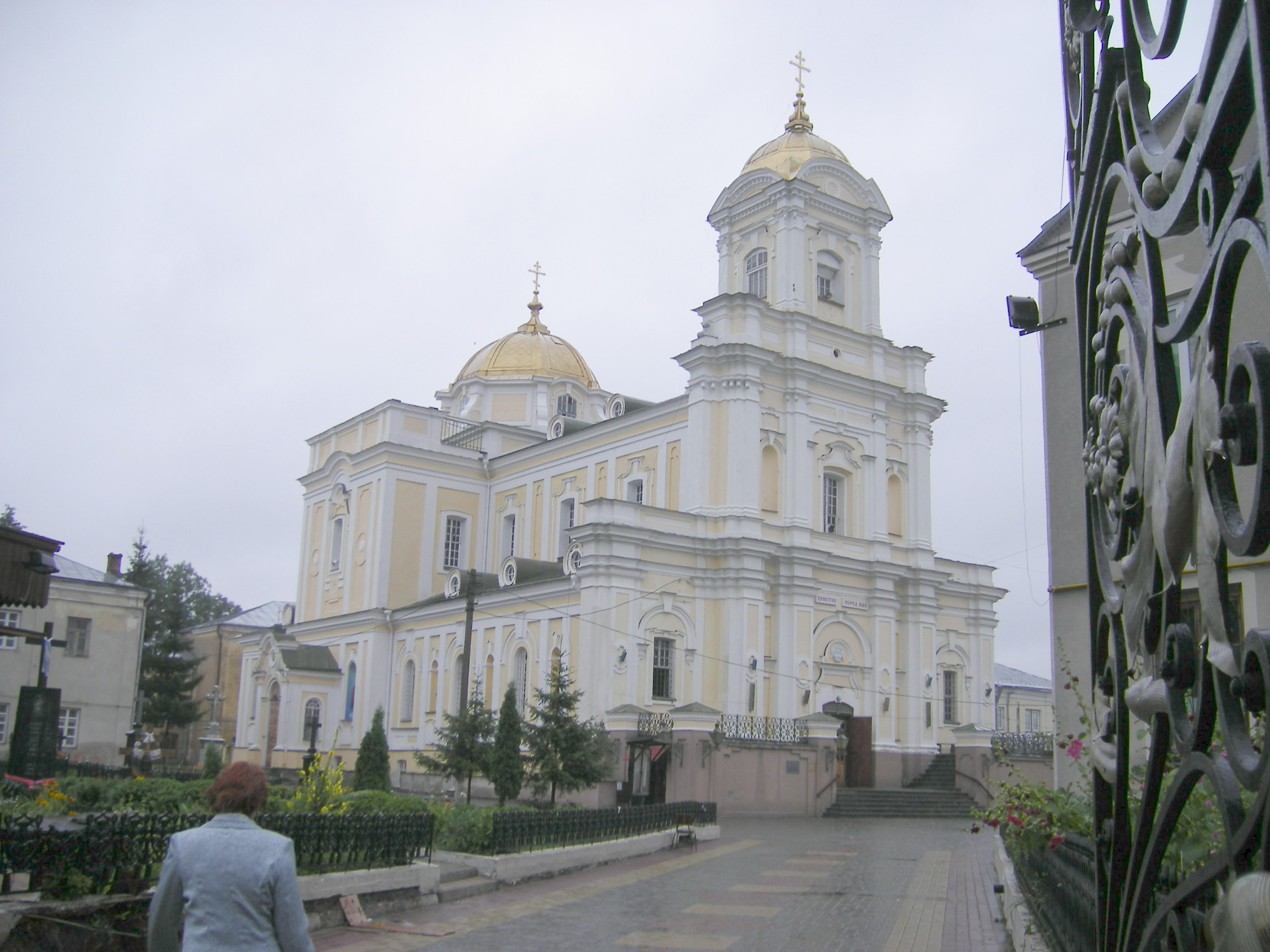
Az ortodox székesegyház

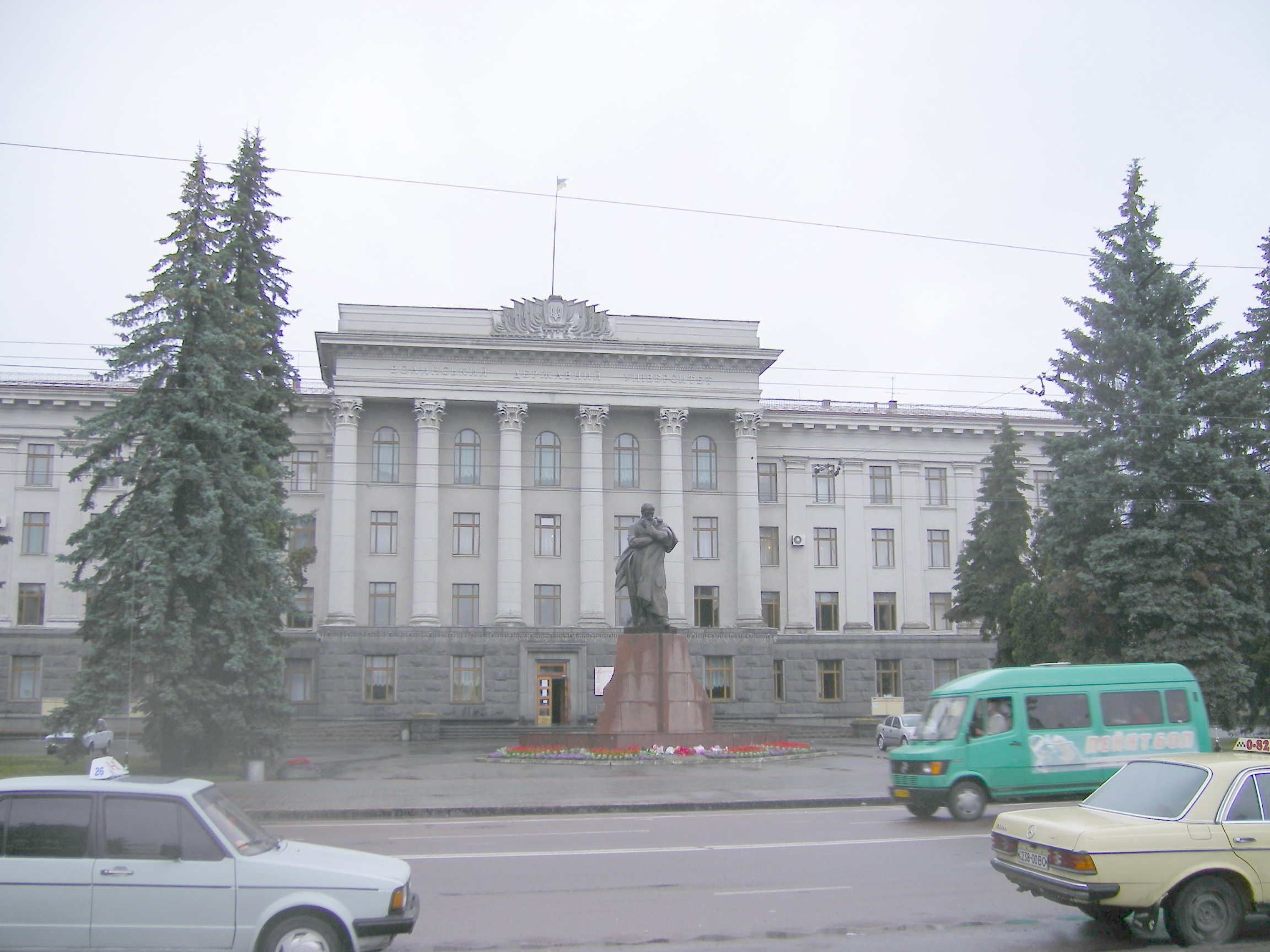
A Volhíniai egyetem épülete

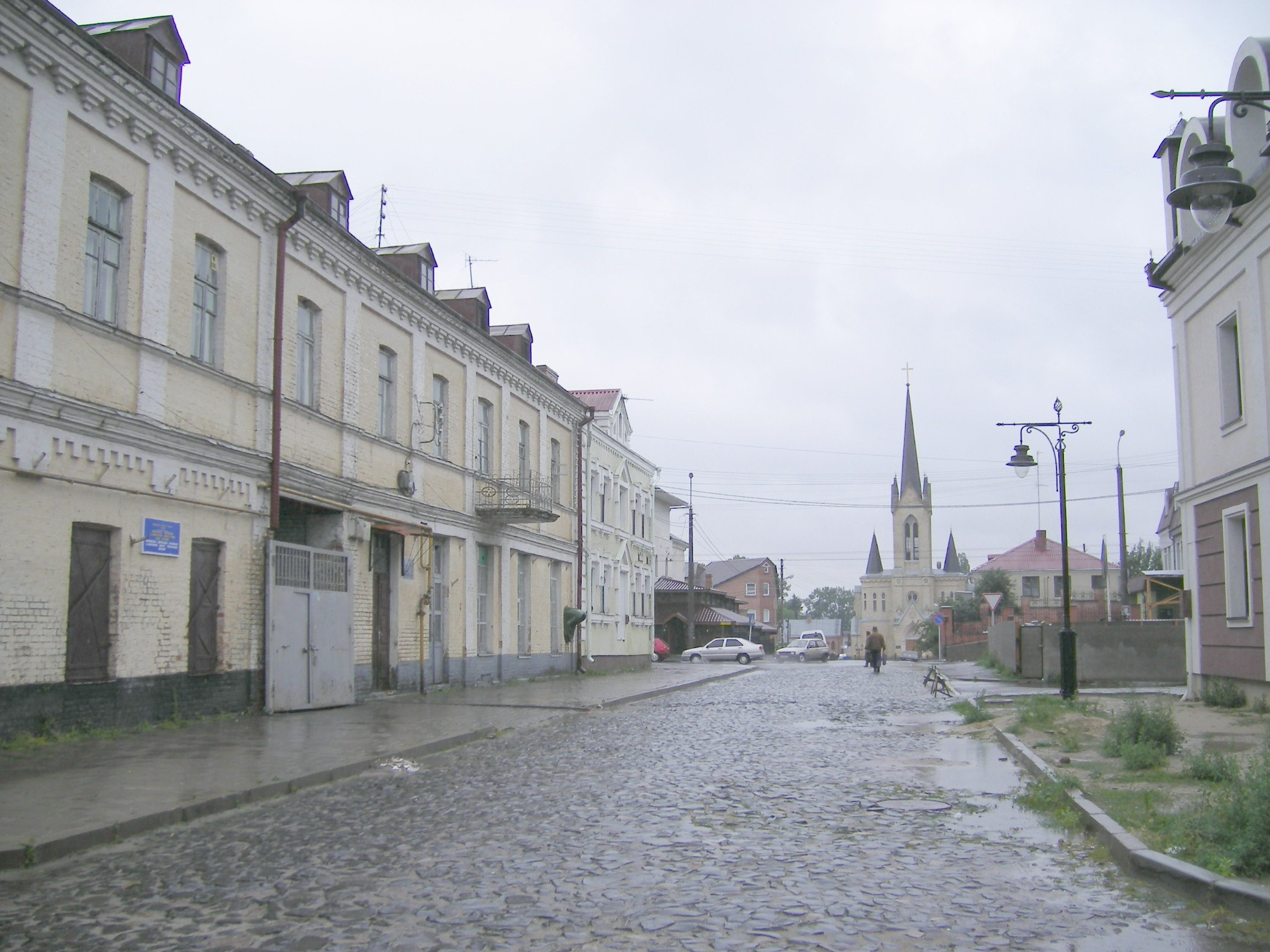
Óvárosi utca a protestáns templommal

Bár már a 7. században Első írásos említése 1085-ből származik, az Ipatyijev-krónikában Lucseszk néven szerepel. Nevét a lucsan törzs nevéből, vagy a régi szláv luka szóból eredeztetik. Volodimir-Volinszkij megalapításáig a Volhíniai Fejedelemség fővárosa volt. Ekkoriban már állt erődje, mely a tatárok 1240-es támadásának is ellenállt. 1349-ben III. Kázmér hadai elfoglalták és a Litván Nagyfejedelemség része lett. A 14. század második felében megépítették a ma is álló várat, Vytautas nagyfejedelem (1392-1430) idején pedig fellendült a kereskedelem, számos betelepülő érkezett a városba (zsidók, tatárok, karaiták). 1427-ben a volodimir-volinszkiji katolikus püspökséget is Luckba helyezték át, melyet a Volhíniai Róma néven is emlegettek. 1429-ben fontos találkozó színhelye volt a város, melyet II. Jagelló Ulászló szervezett és számos koronás fő vett részt rajta.
1432-ben a város a lengyel királyság hűbérbirtoka lett, kormányzósági székhellyé vált és magdeburgi városi jogokat kapott. 1569 után a Volhíniai vajdaság székhelye lett, a lublini unió után ortodox püspökségét görögkatolikussá alakították át. 1596-ban a Nalivajko-felkelés során rövid időre a felkelők kezére kerül. A 17. század közepére mintegy 50 ezer lakosa volt. A Hmelnickij-felkelés során (1648) Kolodko szabadcsapatai elfoglalták, kifosztották és felgyújtották a várost, mintegy 4 ezer lakosát meggyilkolták, sokan menekülni kényszerültek. 1706-ban a svédek pusztították Luckot, 1781-ben pedig tűzvész pusztított a városban. 1795-ben, Lengyelország harmadik felosztásakor az Orosz Birodalomhoz csatolták, elveszítette központi szerepkörét, a kormányzóság székhelyévé Zsitomirt tették. Az orosz uralom alatt (különösen az 1831-es felkelés leverése után) Luck elveszítette lengyel jellegét, a helyi görögkatolikus egyházat pedig beolvasztották az ortodoxiába. 1845-ben újabb nagy tűzvész pusztított. 1850-ben a város körül új erődöket építettek. Mivel a város a letelepedési zónához tartozott, így számos zsidó költözött be ide az évszázadok során.
1915. augusztus 29-én az osztrákok elfoglalták Luckot és itt rendezték be a IV. Hadsereg főhadiszállását József Ferdinánd főherceg vezetése alatt. Az osztrák megszállás alatt a város lakóit tífuszjárvány tizedelte. Az oroszok a Bruszilov-offenzíva során foglalták vissza, 1916. június 7-én. A környező hadműveletek (lucki áttörés) 1916. június 4. – június 15. között tartottak.
1917. november 26-án megalakult a szovjethatalom, majd 1918. február 7-én a németek szállták meg a várost, akik február 22-én Szimon Petljura ukrán hetman erőinek kezére adták. 1919. május 16-án a lengyelek bevonulásával Luck 20 évre Lengyelországhoz került, bár 1920 augusztusában és szeptemberében még rövid időre elfoglalta a Vörös Hadsereg. A Volhíniai vajdaság központjává vált, állandó katonaság állomásozott itt.
1934-ben a lengyel hatóságok itt ítélkeztek 57 ukrán ellenálló fölött. A szegénységben élő lakosság egy része a tengerentúli kivándorlást választotta. 1938-ban itt építették fel az akkori idők egyik legmodernebb rádióállomását. 1939-ben 39 ezer lakosa volt (45%-uk zsidó, 35%-uk lengyel nemzetiségű). 1939 szeptemberében a Szovjetunióhoz csatolták, ezután mintegy 7 ezer lengyel lakost telepítettek ki. Luck a Volinyi terület közigazgatási központja lett.
A német megszállás alatt (1941. június – 1944. február 5.) a zsidó lakosságot először gettóba tömörítették, majd a Polanka-dombon meggyilkolták. A megmaradt lengyel lakosságot a németekkel együttműködő Ukrán Felkelő Hadsereg (UPA) tagjai irtották.
A háború után a helyreállítás, majd az ipartelepítés és a gyors népességnövekedés évtizedei következtek. 1959-ben 56 ezer, 1973-ban már 108 ezer lakosa volt. 1991 után Luck az ukrán nacionalizmus egyik fellegvára lett. 2003-ban lengyel főkonzulátus nyitotta meg kapuit a városban.

## Népesség
| Lakosok száma | 214 727 | 217 082 | 216 505 | 217 197 | 215 986 |
|               | 2013    | 2015    | 2018    | 2021    | 2022    |

## Gazdaság
Luck sokoldalú iparral rendelkezik:
- Gépiparának legnagyobb üzeme a LuAZ gépkocsigyár, mely főként tehergépjárműveket állít elő.
- Sokoldalú élelmiszeripar (sörgyártás, kenyérgyár, szesz-, malom- és konzervipar, tejfeldolgozás, cukorgyár).
- Vegyipar (szintetikus anyagok előállítása).
- Fafeldolgozó ipara a volhíniai erdőségek faanyagát dolgozza fel, jelentős bútorgyár.
- Könnyűiparának legfontosabb üzeme a cipőgyár.

## Közlekedés
A város közúti csomópont, elsőrendű főutak (P-14, H-17, H-22, M-19) kötik össze Volodimir-Volinszkijjal (77 km), Rivnével (70 km), Kovellel (73 km) és Dubnóval (50 km). A Lviv-Luck (150 km) főút a nemzetközi forgalomban is nagy jelentőségű. Vasútállomás a Kiverci-Lviv vonalon. Magában a városban viszont elég rossz minőségű az utcahálózat, sok helyen ma is macskaköves burkolat található.

## Nevezetességek
Az Óváros a Sztir folyó jobb partján, a folyókanyarulatban található, északról a Hlusec utca határolja. Itt található a város legfőbb nevezetessége, a lucki vár (ma múzeum) és közvetlenül mellette a Péter-Pál-székesegyház, melyet a jezsuiták számára építettek 1610-ben. Figyelemre méltó a régi plébánia épülete és a lutheránus templom.
A modern  városközpont ettől északra fekszik, kelet-nyugati tengelye a Győzelem-sugárút (Proszpekt Peremohi). Két fő tere a Függetlenség és a Színház tér, ez utóbbin találjuk az 1755-ben épült ortodox székesegyházat. Meg kell még említeni a régi zsinagógát és a város régi monostorait. A közeli Zsidicsin faluban található a 13. században alapított Nyikolajevszkij-monostor.
A városközpont keleti szélén, a Kijevi téren (Kijivszkij majdan) áll a területi adminisztráció 1952–1954 között épült monumentális épülete, mely előtt az egykori Lenin-szobor helyén az ukrán himnusz emlékműve áll. A városban egész alakos szobrot állítottak Leszja Ukrajinkának és Mihajlo Hrusevszkijnak. Az egyetem főépülete a Szabadság-sugárúton és a második világháború emlékobeliszkje a szovjet építészet emblematikus alkotásai. Leszja Ukrajinka Katedrális utcai házán 1953-ban emléktáblát helyeztek el.

## Híres luckiak
- Alojzy Feliński (1771-1820) lengyel író itt született.
- Grigorij Alekszandrovics Macstet (1852–1901) orosz író itt született.
- Leszja Ukrajinka (1871-1913) ukrán nemzeti költőnő itt élt 1878-1881 között.
- Okszana Sztefanyivna Zabuzsko (1960–) ukrán írónő itt született.
- Peter Bondra (1968–) szlovák jégkorongozó itt született.
- Mikola Mikolajovics Olescsuk (1972–) ukrán katonatisz itt született.
- Szvetlana Jurjevna Zaharova (1979–) orosz balett-táncos itt született.
- Vjacseszlav Anatolijovics Sevcsuk (1979–) ukrán labdarúgó itt született.
- Anatolij Olekszandrovics Timoscsuk (1979–) ukrán labdarúgó itt született.
- Itt töltötte gyermekkorának egy részét Anatolij Gyemjanovics Griscsenko helikopterpilóta, a csernobili atomerőmű-baleset likvidálásának hősi halottja.

## Testvérvárosok
- Lublin, Lengyelország
- Rzeszów, Lengyelország

## Külső hivatkozások
- Hivatalos honlap (ukránul és angolul)
- A város környékének szovjet katonai térképe